# Saint-Laurent (Lot-et-Garonne)
Saint-Laurent település Franciaországban, Lot-et-Garonne megyében. Lakosainak száma 459 fő (2022. január 1.). Saint-Laurent Bazens, Bruch, Clermont-Dessous, Feugarolles, Montesquieu és Port-Sainte-Marie községekkel határos.

## Népesség
A település népessége az elmúlt években az alábbi módon változott:
| Lakosok száma | 522  | 450  | 501  | 492  | 512  | 520  | 525  | 523  | 522  | 459  |
|               | 1968 | 1982 | 1990 | 2006 | 2013 | 2015 | 2017 | 2019 | 2020 | 2022 |